# Prestonia mexicana
Prestonia mexicana är en oleanderväxtart som beskrevs av A. Dc.. Prestonia mexicana ingår i släktet Prestonia och familjen oleanderväxter. Inga underarter finns listade i Catalogue of Life.